# Celtic Park
Celtic Park (tiếng Gael Scotland: Pàirc Cheilteach) là một sân vận động bóng đá và là sân nhà của câu lạc bộ bóng đá Celtic đang thi đấu tại Scottish Premiership ở khu vực Parkhead của Glasgow, Scotland. Với sức chức 60.411 chỗ, đây là sân vận động bóng đá lớn nhất ở Scotland và là sân vận động lớn thứ tám ở Vương quốc Anh. Sân còn được gọi là Parkhead hoặc Paradise.
Là một sân vận động loại bốn của UEFA, Celtic Park đã được sử dụng làm địa điểm tổ chức các trận chung kết Cúp quốc gia và các trận đấu quốc tế của Scotland khi Hampden Park không có sẵn. Trước Chiến tranh thế giới thứ nhất, Celtic Park đã tổ chức điền kinh trong sân vận động và Giải vô địch xe đạp lòng chảo thế giới 1897. Thánh lễ ngoài trời và các đợt tuyển quân Thế chiến thứ nhất cũng được tổ chức ở đây. Celtic Park đã tổ chức lễ khai mạc của Đại hội Thể thao Khối Thịnh vượng chung 2014 và cũng được sử dụng cho các buổi hòa nhạc.